# Бразильский складчатогуб

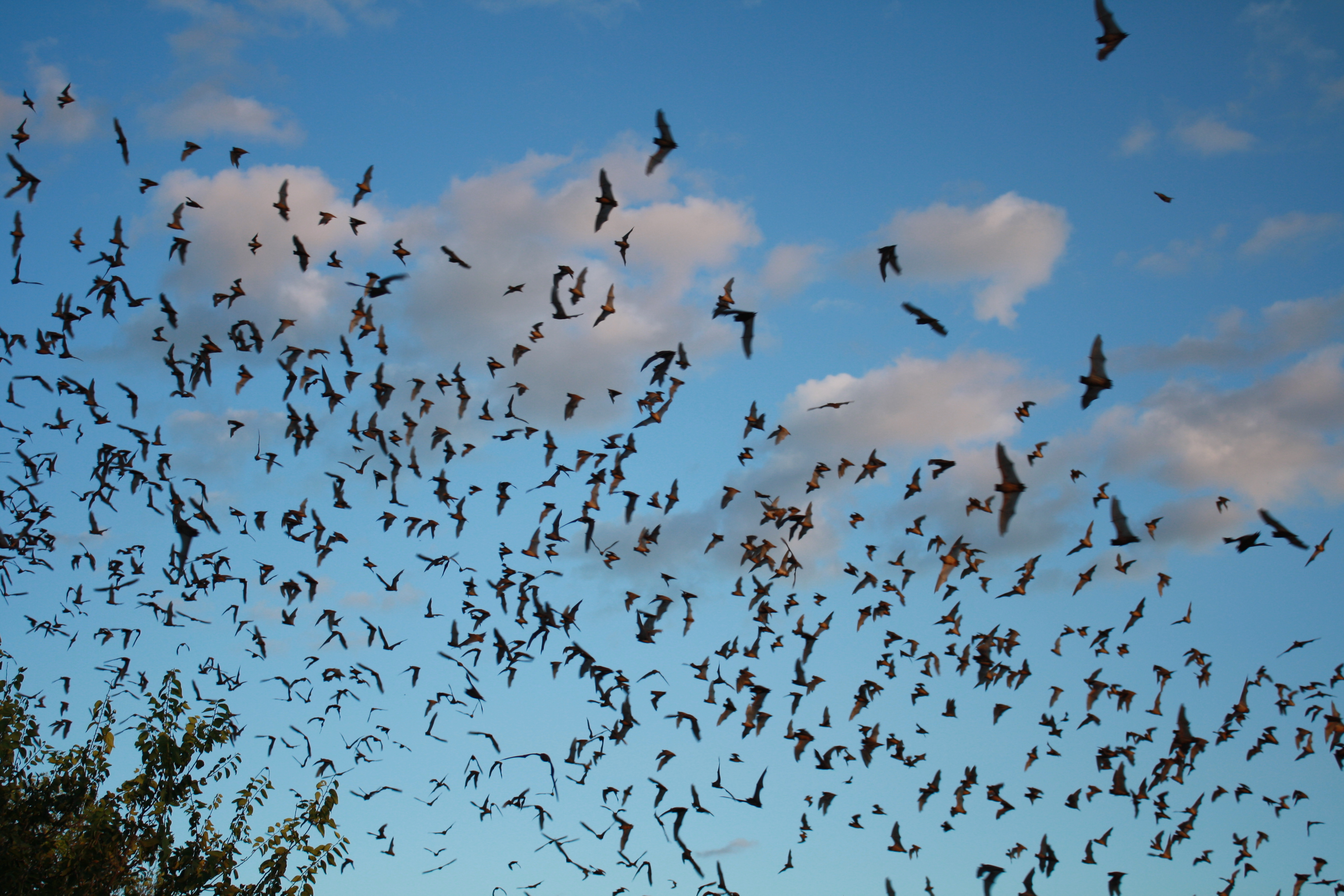
Вылет бразильских складчатогубов из Бракенской пещеры

Брази́льский складчатогу́б (лат. Tadarida brasiliensis) — вид летучих мышей семейства складчатогубов. Является самым быстрым летающим животным, в горизонтальном полёте развивает скорость более 160 км/ч.

## Описание
Длина тела около 9 см, вес около 15 грамм. Хвост далеко выступает за пределы межбедренной перепонки, длиннее вытянутых задних конечностей. Оттенки шкуры — от тёмно-коричневого до серого.
Эти летучие мыши не агрессивны и могут служить образцами для исследования. На них биологом Майклом Смотерманом из Техасского университета сельского хозяйства и механики изучал ультразвуковое общение рукокрылых. Зов бразильского складчатогуба включает от 15 до 20 слогов.

## Образ жизни
Бразильские складчатогубы образуют колонии численностью от нескольких десятков до многих тысяч особей. В некоторых пещерах на юге США численность бразильских складчатогубов исчисляется миллионами, и эти колонии считаются крупнейшими на Земле скоплениями млекопитающих. Самая большая из известных колоний находится в Бракенской пещере, расположенной в Техасе к северу от Сан-Антонио (летом — около 20 миллионов летучих мышей). Представители этой колонии собираются в больших количествах на высотах от 180 до 1000 метров, и даже на высотах до 3000 метров.
Пищей бразильским складчатогубам служат в основном насекомые (бабочки, жуки, стрекозы, мухи, клопы, осы, муравьи), а также некоторые паукообразные. Бразильские складчатогубы обычно ловят свою добычу в полёте, а при охоте используют эхолокацию.
Размножаются бразильские складчатогубы в тёплое время года. Беременность длится 2—3 месяца, лактация — 1—2 месяца.

## Распространение и миграции
Бразильские складчатогубы обитают в пещерах на западе и юге США, в Мексике, Центральной Америке, на островах Карибского бассейна, в центральной части Чили и Аргентине.
Мигрируя с юго-запада США в Мексику и Колумбию, бразильские складчатогубы могут преодолевать почти 1600 км.

## Охрана и хозяйственное значение
Бразильские складчатогубы имеют определённое сельскохозяйственное значение, поскольку активно истребляют мигрирующую хлопковую совку (Helicoverpa armigera) — серьёзного вредителя сельского хозяйства.
Вид находится под угрозой исчезновения. Ему угрожает применение в сельском хозяйстве пестицидов, а также разрушение вандалами пещер, где бразильские складчатогубы гнездятся. Значительный урон популяции наносят эпидемии бешенства.
В целях сохранения вида возводятся мосты и другие архитектурные сооружения специальной конструкции, которые позволяют складчатогубам селиться в них. Самая крупная из городских колоний летучих мышей в Северной Америке (Остин, штат Техас, численность до 1,5 миллионов особей) летом гнездится под мостом Конгресс-Авеню. Эта колония за одну ночь съедает от 4,5 до 13,5 тонн комаров. Наблюдение за этим привлекает около 100 тысяч туристов ежегодно. Другая многочисленная колония гнездится под мостом Waugh Street над речкой Буффало-Баю (250 тыс. летучих мышей, Хьюстон). Распространённость складчатогубов в Техасе навела в начале XX века медика Чарльза Кэмпбелла на мысль об их разведении для борьбы с малярийными комарами; эта идея привлекла к себе довольно широкое внимание, хотя учёные-зоологи (в лице Э. А. Голдмана) и отнеслись к ней скептически.

### Применение на войне
Во время Второй мировой войны США планировали применять бразильских складчатогубов против Японии в качестве поджигателей. В проекте «X-Ray» планировалось прикреплять к телу рукокрылых небольшие зажигательные бомбы с механизмом замедленного действия и выдерживать их при температуре 4 °C, при которой рукокрылые впадают в спячку. А затем — выпускать с самолётов на самораскрывающихся парашютах над территорией Японии, чтобы проснувшиеся после приземления складчатогубы рассеивались по территории, забирались в труднодоступные места легковоспламеняющихся строений японцев и, загораясь, сеяли панику. Эффект по возгоранию такой операции предполагался в десять раз сильнее, чем эффект обычной бомбардировки. Проект не был осуществлён ввиду быстрого завершения войны из-за применения ядерной бомбы и быстрого разгрома японской Квантунской армии на территории Китая и Маньчжурии Красной Армией (РККА) во второй половине 1945 года.